# Giselher di Magdeburgo
Giselher di Magdeburgo, o anche Gistlar o Giseler o Giselmar (X secolo – Trebra, 25 gennaio 1004), è stato vescovo di Merseburgo e successivamente arcivescovo di Magdeburgo.

## Biografia
Giselher proveniva da una nobile famiglia sassone di elevato rango e fu un personaggio dinamico ma anche ambizioso. Nel 971 divenne vescovo di Merseburgo. Egli arricchì la sede della sua diocesi con un grande bosco fra i fiumi Saale e Mulde, proveniente da un dono dell'imperatore Ottone II. Quando nel 981 morì l'arcivescovo di Magdeburgo Adalberto di Magdeburgo, egli ottenne da Papa Benedetto VII di divenirne il successore, dato che la diocesi sarebbe stata soppressa ed il territorio diviso fra le diocesi confinanti di Zeitz e quella di Meißen.
Sotto il successore di Ottone II, Ottone III, fu presa la decisione di ripristinare la diocesi di Merseburgo. Giselher si oppose all'ipotesi di farlo rientrare alla precedente sede vescovile, la quale comunque fu ripristinata solo dopo il suo decesso, nel 1004.
Nel 992 Giselher consacrò nel Duomo di Halberstädt un altare a San Maurizio, patrono dell'arcidiocesi.
Il 17 gennaio dell'anno 1000 Giselher si trovò a Staffelsee per riguadagnarsi i favori dell'imperatore Ottone III. Il motivo era forse la precedente partecipazione di Giselher alla ribellione del duca bavarese Enrico II contro l'imperatore.
Dopo almeno sei giorni l'imperatore si dirigeva verso la Polonia con il suo seguito, nel quale vi era anche Giselher. Dalla Baviera egli attraversò la Turingia, Zeitz, Meißen verso il fiume di confine Bóbr fino alla roccaforte di Eulau. Di qui passò probabilmente oltre Głogów, Kościan e Poznań verso Gniezno. Forse anche verso l'anno 1000 l'arcivescovo riuscì a sfuggire a malapena ad un attentato di 200 guerrieri scelti veleti. Sette anni dopo questo episodio egli fu nuovamente l'obiettivo di un attacco di Veleti: lo attirarono alle porte di Arneburg sull'Elba, che si trova a nord di Stendal. Giselher sfuggi nuovamente per un soffio all'agguato ma la maggior parte dei suoi uomini di scorta perse la vita.
Dopo la morte del conte Binizo, il conte Dedi I di Wettin ottenne, con l'intermediazione di Giselher, la contea di Hassegau.